# BINGO!
「BINGO!」（ビンゴ）は、日本の女性アイドルグループ・AKB48の楽曲。楽曲は秋元康により作詞、成瀬英樹により作曲されている。2007年7月18日にAKB48のメジャー4作目のシングルとしてデフスターレコーズから発売された。楽曲のセンターポジションは高橋みなみと前田敦子の2人が務めた。

## 背景とリリース
前作「軽蔑していた愛情」から3か月ぶりのリリースで、2007年のシングル第3弾。
楽曲のシングル盤は、「初回生産限定盤」と「通常盤」の2種類がリリースされた。両方共CDの収録内容は同一で、「初回生産限定盤」のみDVDが付属している。
選抜メンバーの人数は18人で、奥真奈美、柏木由紀、渡辺麻友の3人が初めての選抜入りを果たした。柏木と渡辺の2人が、3期生としては初めての選抜入りとなった。平嶋夏海が『桜の花びらたち』以来の選抜復帰となった。前作のメンバーのうち、小林香菜と佐藤夏希の2人が選抜から外れた。
また、奥真奈美にとっては、最初で最後のAKB48のシングル選抜入り表題曲となった。
キャッチコピーは、「竹内先輩、BINGO!です!!」。TVスポットは渡辺麻友がナレーションを担当した。
楽曲のミュージック・ビデオは竹石渉が監督を務めている。屋外ロケは千葉県夷隅郡御宿町の御宿海岸や隣接する月の沙漠記念館、また幕張メッセで行われ、当時のメンバー全員（46人）が参加している。船のシーンについては劇用船「あさかぜ」が使用された。
2009年7月3日・4日にフランス・パリで開催されたJapan Expo、2009年9月27日のニューヨーク公演などの海外公演では英語バージョンが披露された。
楽曲はテレビ東京系『ファイテンション☆スクール』オープニングテーマに起用された。また、AKB48の冠番組である日本テレビ系『AKBINGO!』（前身番組『AKB1じ59ふん!』、『AKB0じ59ふん!』を含む）の番組内コーナー『AKB48ニュース』でも使用されていた。

## 衣装
選抜メンバーの衣装の色分けは、以下の通りとなる。
- ●緑：柏木由紀、篠田麻里子
- ●赤：秋元才加、大島麻衣
- ●黄色：中西里菜、宮澤佐江
- ●ピンク：平嶋夏海、峯岸みなみ
- ●青：奥真奈美、増田有華
- ○白：板野友美、大島優子、小野恵令奈、河西智美、小嶋陽菜、高橋みなみ、前田敦子、渡辺麻友

## シングル収録トラック

### 初回生産限定盤
| 全編曲: 大内哲也。 |                                |           |           |       |
| #                  | タイトル                       | 作詞      | 作曲      | 時間  |
| 1.                 | 「BINGO!」                     | 秋元康    | 成瀬英樹  | 4:11  |
| 2.                 | 「Only today」                 | 秋元康    | 大内哲也  | 4:20  |
| 3.                 | 「BINGO!（Instrumental）」     |           | 成瀬英樹  | 4:11  |
| 4.                 | 「Only today（Instrumental）」 |           | 大内哲也  | 4:18  |
| 合計時間:          | 合計時間:                      | 合計時間: | 合計時間: | 17:00 |

| #  | タイトル                 | 作詞 | 作曲・編曲 |
| -- | ------------------------ | ---- | ---------- |
| 1. | 「BINGO!」               |      |            |
| 2. | 「making of 「BINGO!」」 |      |            |

### 通常盤
| 全編曲: 大内哲也。 |                                |           |           |       |
| #                  | タイトル                       | 作詞      | 作曲      | 時間  |
| 1.                 | 「BINGO!」                     | 秋元康    | 成瀬英樹  | 4:11  |
| 2.                 | 「Only today」                 | 秋元康    | 大内哲也  | 4:20  |
| 3.                 | 「BINGO!（Instrumental）」     |           | 成瀬英樹  | 4:11  |
| 4.                 | 「Only today（Instrumental）」 |           | 大内哲也  | 4:18  |
| 合計時間:          | 合計時間:                      | 合計時間: | 合計時間: | 17:00 |

## 選抜メンバー
- 秋元才加
- 板野友美
- 大島麻衣
- 大島優子
- 奥真奈美
- 小野恵令奈
- 河西智美
- 柏木由紀
- 小嶋陽菜
- 篠田麻里子
- 高橋みなみ
- 中西里菜
- 平嶋夏海
- 前田敦子
- 増田有華
- 峯岸みなみ
- 宮澤佐江
- 渡辺麻友

## 収録アルバム
- SET LIST〜グレイテストソングス 2006-2007〜
- 0と1の間